# 警察庁長官官房
警察庁長官官房（けいさつちょうちょうかんかんぼう）は、日本の警察庁の内部部局の一つ。

## 沿革
- 1994年(平成6年)7月1日 - 警察法の改正により、それまで人事、教養、給与などの警察行政の中枢だった警務局が廃止され、国会や他省庁との連絡・調整などを受け持つ長官官房に吸収された[1]。

- 2019年(平成31年)4月1日 - 警察法が改正され、長官官房に公文書監理官、企画課を新設する組織改編を実施。また、国際課を廃止し同課の事務を総務課および企画課に移管。
- 2022年(令和4年)4月1日 - 警察法が改正され、長官官房に技術企画課、通信基盤課を新設。
- 2023年 (令和5年)10月1日 - 長官官房に犯罪被害者等施策推進課を新設する組織改編を実施。また、教養厚生課を廃止し同課の被害者支援以外の業務を人事課に移管。

## 組織
2025年 (令和7年) 4月1日現在
- 長官官房長 (警視監）

- 総括審議官 (警視監)

- 政策立案総括審議官兼公文書監理官 (警視監)
- 技術総括審議官 (技官)
- 審議官 (7名 犯罪被害者等施策・調整担当、国際担当、生活安全局担当、刑事局・犯罪収益対策担当、交通局担当、警備局担当、サイバー警察局担当) (警視監）
- 参事官 (8名 総合調整・刑事手続のIT化・統計総括担当、情報化及び技術革新に関する総合調整担当、犯罪被害者等施策担当、匿名・流動型犯罪グループ対策担当、高度道路交通政策担当、拉致問題対策担当、サイバー情報担当、教養・厚生・国際担当) (警視長)
- 首席監察官 (警視監)
- 総務課
  - 広報室
  - 情報公開・個人情報保護室
  - 留置管理室
  - 秘書室
  - 国会連絡室
  - 公文書監理室
  - 取り調べ監督指導室
- 企画課
  - 国際協力室
  - 警察制度総合研究官
  - 国際総合研究官

- 技術企画課
  - 先端技術導入企画室
  - 情報処理センター
  - 情報セキュリティ対策室
  - 情報セキュリティ監査官
  - 情報通信総合研究官
  - 情報管理技術総合研究官
  - 情報化戦略総合研究官

- 人事課
  - 人事総括企画官
  - 人材戦略企画室
  - 厚生管理室
  - 教養管理室
  - 監察官 (2名)
  - 人事総合研究官
- 会計課
  - 会計企画官
  - 監査室
  - 装備室
  - 会計監査官
  - 工場
  - 装備総合研究官
- 犯罪被害者等施策推進課
- 通信基盤課
  - 通信運用室
- 国家公安委員会会務官

## 職掌
警察法（昭和二十九年法律第百六十二号）第21条に所掌事務が規定されている。
```
（長官官房の所掌事務）
第二十一条　長官官房においては、警察庁の所掌事務に関し、次に掲げる事務をつかさどる。
  一  機密に関すること。
  二　長官の官印及び庁印の管守に関すること。
  三　公文書類の接受、発送、編集及び保存に関すること。
  四　所管行政に関する企画、立案及び総合調整に関すること（次号に掲げるものを除く。）。
  五　第五条第一項の任務に関連する特定の内閣の重要政策について、当該重要政策に関して閣議において決定された基本的な方針に基づいて、行政各部の施策の統一を図るために必要となる企画及び立案並びに総合調整に関すること。
  六　所管行政に関する政策の評価に関すること。
  七　法令案の審査に関すること。
  八　所管行政に係る統計に関する事務の総括に関すること。
  九　広報に関すること。
  十　情報の公開に関すること。
  十一　個人情報の保護に関すること。
  十二　留置施設に関すること。
  十三　警察職員の人事及び定員に関すること。
  十四　監察に関すること。
  十五　予算、決算及び会計に関すること。
  十六　国有財産及び物品の管理及び処分に関すること。
  十七　会計の監査に関すること。
  十八　警察教養に関すること。
  十九　警察職員の福利厚生に関すること。
  二十　警察官の職務に協力援助した者の災害給付に関すること。
  二十一　犯罪被害者等基本計画の作成及び推進に関すること。
  二十二　犯罪被害者等給付金に関すること。
  二十三　オウム真理教犯罪被害者等を救済するための給付金の支給に関する法律第三条第一項に規定する給付金に関すること。
  二十四　国外犯罪被害弔慰金等の支給に関する法律第三条に規定する国外犯罪被害弔慰金等に関すること。
  二十五　警察通信に関すること。
  二十六　所管行政に関する情報の管理に関する企画及び技術的研究に関すること。
  二十七　所管行政に関する情報システムの整備及び管理に関すること。
  二十八　警察装備に関すること。
  二十九　所管行政に係る国際協力に関する事務の総括に関すること。
  三十　  前各号に掲げるもののほか、他の局又は機関の所掌に属しない事務に関すること。
```

## 幹部
2025年 (令和7年) 8月8日現在
| 役職名                                         | 階級   | 氏名       | 前職                                           | 就任年     |
| ---------------------------------------------- | ------ | ---------- | ---------------------------------------------- | ---------- |
| 長官官房長                                     | 警視監 | 森元良幸   | 警視庁副総監                                   | 2025年1月  |
| 総括審議官                                     | 警視監 | 重松弘教   | 警視庁刑事部長                                 | 2024年8月  |
| 技術総括審議官                                 | 技官   | 飯濱誠     | 北海道警察情報通信部長                         | 2025年3月  |
| 政策立案総括審議官兼公文書監理官               | 警視監 | 松坂規生   | 関東管区警察局長                               | 2024年11月 |
| 審議官(国際担当)                               | 警視監 | 小笠原和美 | 警察大学校特別捜査幹部研修所長                 | 2025年2月  |
| 審議官(犯罪被害者等施策・調整担当)             | 警視監 | 江口有隣   | 警察庁刑事局組織犯罪対策部長                   | 2025年7月  |
| 審議官(生活安全局担当)                         | 警視監 | 服部準     | 警察庁刑事局組織犯罪対策部組織犯罪対策第一課長 | 2025年7月  |
| 審議官(刑事局・犯罪収益対策担当)               | 警視監 | 松田哲也   | 警察庁刑事局刑事企画課長                       | 2024年8月  |
| 審議官(交通局担当)                             | 警視監 | 阿部竜矢   | 国土交通省大臣官房付                           | 2024年7月  |
| 審議官(警備局担当)                             | 警視監 | 石川泰三   | 警察庁警備局付                                 | 2025年1月  |
| 審議官(サイバー警察局担当)                     | 警視監 | 阿部文彦   | サイバー警察局サイバー企画課長                 | 2024年7月  |
| 参事官(総合調整・刑事手続のIT化・統計統括担当) | 警視長 | 渡辺幸次   | 警察庁長官官房人事課監察官                     | 2025年3月  |
| 参事官(情報化及び技術革新に関する総合調整担当) | 警視長 | 小鷲達也   | 警察庁長官官房企画課政策企画官兼情報通信局付   | 2022年4月  |
| 参事官(匿名・流動型犯罪グループ担当)           | 警視長 | 石井啓介   | 警察庁刑事局刑事企画課刑事指導室長             | 2024年4月  |
| 参事官(犯罪被害者等施策担当)                   | 事務官 | 唐澤英城   | 東京高等検察庁検事 (兼務)                      | 2025年4月  |
| 参事官(高度道路交通政策担当)                   | 警視長 | 藤原麻衣子 | 宮内庁総務課広報室長                           | 2025年6月  |
| 参事官(拉致問題対策担当)                       | 警視長 | 髙岩直樹   | 神奈川県警察本部警備部長                       | 2023年1月  |
| 参事官(サイバー情報担当)                       | 警視長 | 野田哲之   | 内閣官房内閣参事官(内閣情報調査室)             | 2025年3月  |
| 参事官(教養・厚生・国際担当)                   | 警視長 | 伊藤温秀   | 警察庁長官官房付                               | 2025年6月  |
| 首席監察官                                     | 警視監 | 片倉秀樹   | 警視庁公安部長                                 | 2023年9月  |
| 総務課長                                       | 警視監 | 今井宗雄   | 警察庁交通局交通企画課長                       | 2025年8月  |
| 企画課長                                       | 警視長 | 中村彰宏   | 警察庁長官官房付                               | 2024年11月 |
| 技術企画課長                                   | 警視長 | 森田正敏   | 秋田県警察本部長                               | 2024年3月  |
| 人事課長                                       | 警視監 | 遠藤剛     | 警察庁長官官房総務課長                         | 2023年9月  |
| 会計課長                                       | 警視監 | 森下正雄   | 警察庁刑事局組織犯罪対策部組織犯罪対策第二課長 | 2024年10月 |
| 犯罪被害者等施策推進課長                       | 警視長 | 永井幹久   | 警察庁長官官房参事官(高度道路交通政策担当)     | 2025年5月  |
| 通信基盤課長                                   | 技官   | 高尾健一   | 警察庁長官官房付                               | 2024年3月  |
| 国家公安委員会会務官                           | 警視長 | 玉川達也   | 警視庁公安部参事官                             | 2024年7月  |

## 歴代長官官房長
主な出典：
| 代 | 氏名       | 在任期間                     | 前職                             | 後職                     | 入庁年次          |
| -- | ---------- | ---------------------------- | -------------------------------- | ------------------------ | ----------------- |
| 1  | 柴田達夫   | 1954年7月1日-1955年11月18日  | 国家地方警察本部総務部長         | 建設省大臣官房長         | 1935年 (昭和10年) |
| 2  | 坂井時忠   | 1955年11月18日-1958年9月24日 | 兵庫県警察本部長                 | 警察庁警務局長           | 1935年 (昭和10年) |
| 3  | 原田章     | 1958年9月24日-1962年5月8日   | 皇宮警察本部長                   | 中部管区警察局長         | 1936年 (昭和11年) |
| 4  | 山本幸雄   | 1960年7月13日-1961年4月1日   | 防衛庁人事局長                   | 大阪府警察本部長         | 1936年 (昭和11年) |
| 5  | 宮地直邦   | 1961年4月1日-1962年5月8日    | 福岡県警察本部長                 | 警察庁刑事局長           | 1937年 (昭和12年) |
| 6  | 後藤田正晴 | 1962年5月8日-1963年8月1日    | 自治省税務局長                   | 警察庁警備局長           | 1939年 (昭和14年) |
| 7  | 濱中英二   | 1963年8月1日-1966年11月11日  | 警察庁警務局人事課長             | 大阪府警察本部長         | 1941年 (昭和16年) |
| 8  | 浅沼清太郎 | 1966年11月11日-1969年8月30日 | 警察庁警務局人事課長             | 大阪府警察本部長         | 1942年 (昭和17年) |
| 9  | 富田朝彦   | 1969年8月30日-1971年8月13日  | 警察庁警備局参事官               | 警察庁警備局長           | 1943年 (昭和18年) |
| 10 | 土金賢三   | 1971年8月13日-1972年7月14日  | 警察庁長官官房審議官             | 神奈川県警察本部長       | 1945年 (昭和20年) |
| 11 | 丸山昴     | 1972年7月14日-1973年11月2日  | 警察庁警備局参事官               | 防衛庁長官官房長         | 1946年 (昭和21年) |
| 12 | 國島文彦   | 1973年11月2日-1974年10月26日 | 警視庁警務部長                   | 警察庁警務局長           | 1945年 (昭和20年) |
| 13 | 下稲葉耕吉 | 1974年10月26日-1975年8月4日  | 警視庁総務部長                   | 大阪府警察本部長         | 1947年 (昭和22年) |
| 14 | 鈴木貞敏   | 1975年8月4日-1977年2月18日   | 警視庁刑事部長                   | 警察庁刑事局長           | 1948年 (昭和23年) |
| 15 | 山田英雄   | 1977年2月18日-1980年8月18日  | 警察庁警備局参事官               | 警視庁副総監             | 1953年 (昭和28年) |
| 16 | 金澤昭雄   | 1980年8月18日-1982年8月23日  | 警視庁警務部長                   | 警察庁刑事局長           | 1955年 (昭和30年) |
| 17 | 太田寿郎   | 1982年8月23日-1984年9月1日   | 京都府警察本部長                 | 警察庁交通局長           | 1956年 (昭和31年) |
| 18 | 鈴木良一   | 1984年9月1日-1986年8月16日   | 警察庁刑事局保安部長             | 大阪府警察本部長         | 1957年 (昭和32年) |
| 19 | 新田勇     | 1986年8月16日-1987年7月4日   | 警察庁刑事局保安部長             | 大阪府警察本部長         | 1958年 (昭和33年) |
| 20 | 小池康雄   | 1987年7月4日-1988年3月11日   | 警察庁長官官房審議官             | 辞職                     | 1959年 (昭和34年) |
| 21 | 森田雄二   | 1988年3月11日-               | 警察庁長官官房審議官             | 内閣官房内閣情報調査室長 | 1960年 (昭和35年) |
| 22 | 浅野信二郎 | 1989年6月30日-1991年1月11日  | 警察庁長官官房審議官             | 警察大学校長             | 1961年 (昭和36年) |
| 23 | 井上幸彦   | 1991年1月11日-1992年9月18日  | 千葉県警察本部長                 | 警察庁警務局長           | 1962年 (昭和37年) |
| 24 | 垣見隆     | 1992年9月18日-1993年9月10日  | 警察庁長官官房審議官(警備局担当) | 警察庁刑事局長           | 1965年 (昭和40年) |
| 25 | 廣瀬権     | 1993年9月10日-1994年7月1日   | 警察庁刑事局暴力団対策部長       | 警視庁副総監             | 1966年 (昭和41年) |
| 26 | 井上幸彦   | 1994年7月1日-1994年7月14日   | 警察庁警務局長                   | 警察庁次長               | 1962年 (昭和37年) |
| 27 | 関口祐弘   | 1994年7月14日-1994年9月9日   | 大阪府警察本部長                 | 警察庁次長               | 1963年 (昭和38年) |
| 28 | 菅沼清高   | 1994年9月9日-1996年8月27日   | 警察庁警備局長                   | 辞職                     | 1964年 (昭和39年) |
| 29 | 前田健治   | 1996年8月27日-1996年12月3日  | 大阪府警察本部長                 | 警視総監                 | 1965年 (昭和40年) |
| 30 | 野田健     | 1996年12月3日-1999年8月26日  | 警察庁刑事局長                   | 警視総監                 | 1967年 (昭和42年) |
| 31 | 石川重明   | 1999年8月26日-2002年8月2日   | 関東管区警察局長                 | 警視総監                 | 1968年 (昭和43年) |
| 32 | 吉村博人   | 2002年8月2日-2004年8月13日   | 警察庁刑事局長                   | 警察庁次長               | 1971年 (昭和46年) |
| 33 | 安藤隆春   | 2004年8月13日-2007年8月16日  | 警察庁長官官房総括審議官         | 警察庁次長               | 1972年 (昭和49年) |
| 34 | 米村敏朗   | 2007年8月16日-2008年8月7日   | 警察庁警備局長                   | 警視総監                 | 1974年 (昭和49年) |
| 35 | 片桐裕     | 2008年8月7日-2009年6月26日   | 警察庁生活安全局長               | 警察庁次長               | 1975年 (昭和50年) |
| 36 | 米田壮     | 2009年6月26日-2011年10月17日 | 警察庁刑事局長                   | 警察庁次長               | 1976年 (昭和51年) |
| 37 | 金髙雅仁   | 2011年10月17日-2013年1月30日 | 警察庁刑事局長                   | 警察庁次長               | 1978年 (昭和53年) |
| 38 | 坂口正芳   | 2013年1月30日-2015年1月29日  | 大阪府警察本部長                 | 警察庁次長               | 1980年 (昭和55年) |
| 39 | 栗生俊一   | 2015年1月29日-2016年8月10日  | 警察庁刑事局長                   | 警察庁次長               | 1981年 (昭和56年) |
| 40 | 三浦正充   | 2016年8月10日-2018年1月17日  | 警察庁刑事局長                   | 警察庁次長               | 1982年 (昭和57年) |
| 41 | 松本光弘   | 2018年1月17日-2018年9月13日  | 警察庁警備局長                   | 警察庁次長               | 1983年 (昭和58年) |
| 42 | 中村格     | 2018年9月14日-2020年1月17日  | 警察庁長官官房総括審議官         | 警察庁次長               | 1986年 (昭和61年) |
| 43 | 露木康浩   | 2020年1月17日-2021年9月21日  | 警察庁刑事局長                   | 警察庁次長               | 1986年 (昭和61年) |
| 44 | 小島裕史   | 2021年9月21日-2022年10月6日  | 北海道警察本部長                 | 警視総監                 | 1988年 (昭和63年) |
| 45 | 楠芳伸     | 2022年10月6日-2024年1月26日  | 警察庁交通局長                   | 警察庁次長               | 1989年 (平成元年) |
| 46 | 太刀川浩一 | 2024年1月26日-2025年1月27日  | 警察庁交通局長                   | 警察庁次長               | 1991年 (平成3年)  |
| 47 | 森元良幸   | 2025年1月27日-               | 警視庁副総監                     | (現職)                   | 1991年 (平成3年)  |